# Dewey Redman

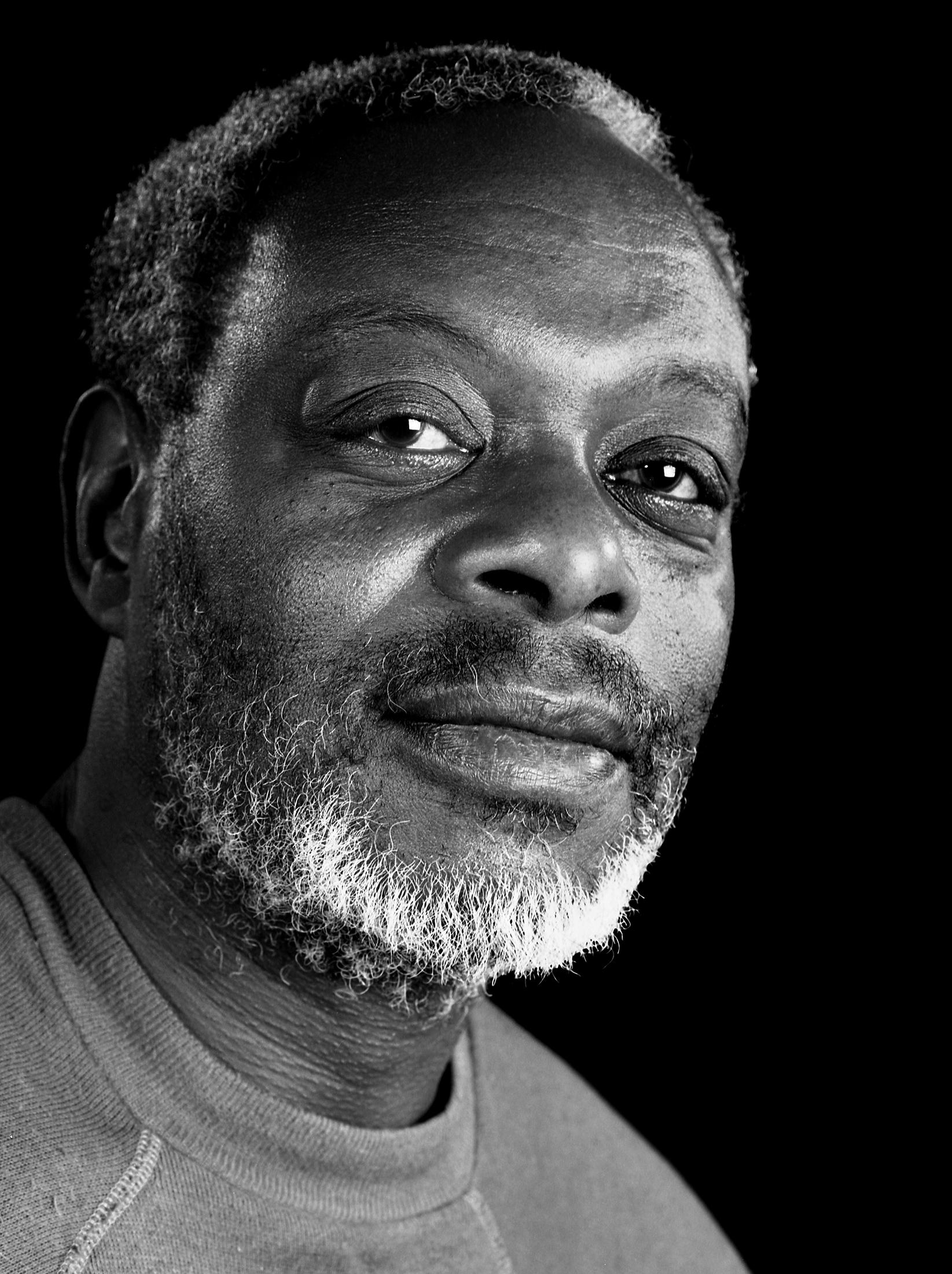
Dewey Redman - Porträt von Gert Chesi, 1980er

Dewey Redman (* 17. Mai 1931 in Fort Worth, Texas; † 2. September 2006 in Brooklyn/New York City, New York) war ein US-amerikanischer Freejazz- und Bebop-Saxophonist. Er spielte hauptsächlich Tenorsaxophon, gelegentlich jedoch auch Altsaxophon, Suona und selten auch Klarinette.

## Leben und Wirken
Redman, der aus einer musikalischen Familie stammte (der Saxophonist und Arrangeur Don Redman war sein Onkel), begann mit dreizehn Jahren Saxophon zu spielen. Er spielte zunächst in Marching Bands und studierte Industriedesign. 1959 zog er nach Los Angeles, wo er mit Pharoah Sanders, Donald Rafael Garrett und Monty Waters eine Bigband gründete. 1966 nahm er für Fontana sein Debütalbum Look for the Black Star auf, an dem der Pianist Jym Young, der Bassist Donald Garrett und der Schlagzeuger Eddie Moore mitwirkten.
Dewey Redman wurde besonders für seine Zusammenarbeit mit Ornette Coleman in den Jahren von 1968 bis 1972 bekannt. Zwischen 1971 und 1976 gehörte er zum „amerikanischen Quartett“ von Keith Jarrett, wie auf den Alben The Survivors’ Suite sowie El Juicio (The Judgement) zu hören. Zeitweise spielte er auch in Charlie Hadens Liberation Music Orchestra und wirkte bei Carla Bleys Escalator over the Hill mit („Little Pony Soldier“). Er spielte auch mit Don Cherry (Old and New Dreams) und Pat Metheny. 1996 wirkte er an einem Album des Pianisten Peter Delano mit, das erst nach Redmans Tod erschien (For Dewey). In den 2000er-Jahren arbeitete er noch mit Jon Ballantyne, Steve Turre (T-N-T, 2000), Jane Bunnett/Stanley Cowell (Spirituals & Dedications, 2001), John Menegon sowie mit seinem Sohn Joshua Redman (Back East, 2006).
Mit einem Dutzend Aufnahmen unter seinem eigenen Namen etablierte sich Dewey Redman als einer der profiliertesten Tenorsaxophonisten seiner Zeit. Im Bereich des Jazz war er laut Tom Lord zwischen 1966 und 2007 an 121 Aufnahmesessions beteiligt.
Über Redman drehte Regisseur Daniel Berman 2001 den preisgekrönten Dokumentarfilm Dewey Time.
Dewey Redman starb in Brooklyn, New York an Leberversagen.

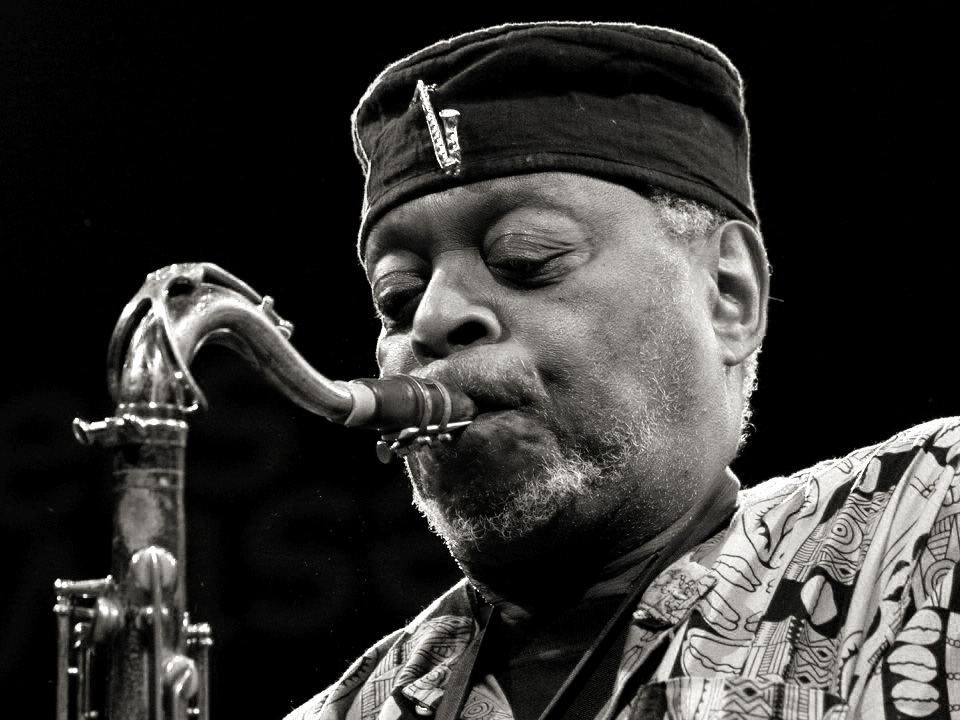
Dewey Redman (Moers Festival, Juni 2006)

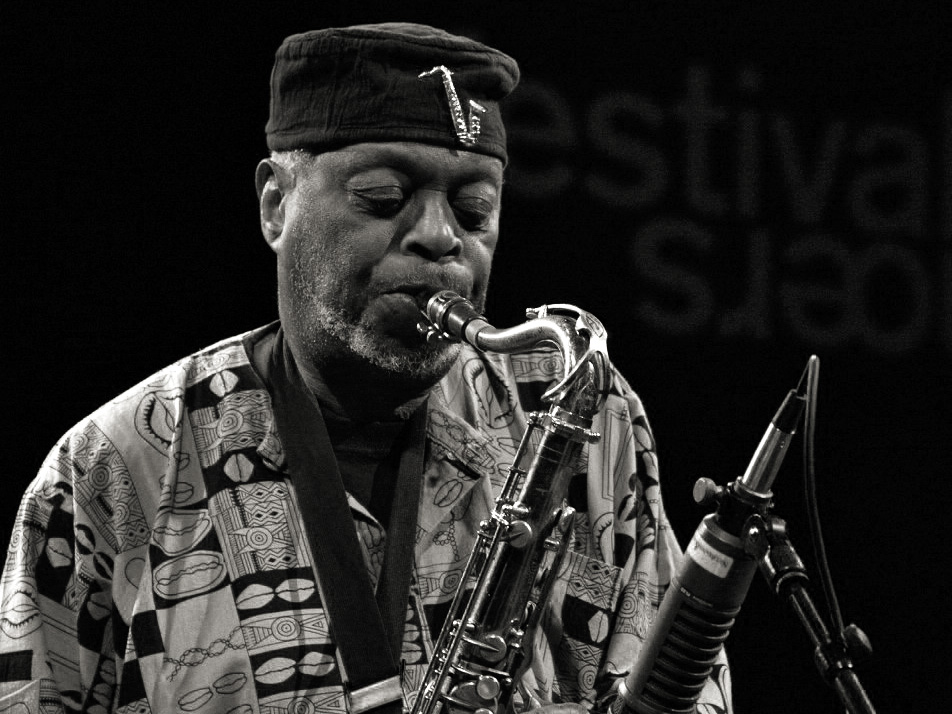
Dewey Redman (Moers Festival, Juni 2006)

## Werke
Alben unter eigenem Namen
- 1966 Look for the Black Star
- 1969 Tarik (BYG Records), mit Malachi Favors, Ed Blackwell
- 1973 The Ear of the Behearer (Impulse!), mit Ted Daniel, Jane Robertson, Sirone, Eddie Moore, Danny Johnson
- 1974 Coincide (ABC/Impulse!), mit Ted Daniel, Leroy Jenkins, Sirone, Eddie Moore
- 1978 Musics (Galaxy) mit Fred Simmons, Mark Helias, Eddie Moore
- 1978 Soundsigns (Galaxy), dto.
- 1980 In Willisau
- 1980 Dewey Redman/Ed Blackwell: Red and Black (Black Saint)
- 1982 The Struggle Continues (ECM), mit Charles Eubanks, Mark Helias, Ed Blackwell
- 1989 Living on the Edge (Black Saint), mit Geri Allen, Cameron Brown, Eddie Moore
- 1992 Choices (Enja), mit Joshua Redman, Cameron Brown, Leon Parker
- 1992 African Venus (Veus), mit Joshua Redman, Charles Eubanks, Anthony Cox, Carl Allen, Daniel Sadownick
- 1996 Mostly Live
- 1996 Live In London (Palmetto), mit Rita Marcotulli, Cameron Brown, Matt Wilson
- 1999 Dewey Redman/Cecil Taylor/Elvin Jones: Momentum Space (Verve)
- 2020 Dewey Redman/Mark Helias: Pillars & Columns (rec. 1981)

## Lexigraphische Einträge
- Richard Cook: Jazz Encyclopedia London 2007; ISBN 978-0-14-102646-6
- Leonard Feather, Ira Gitler: The Biographical Encyclopedia of Jazz. Oxford University Press, New York 1999, ISBN 0-19-532000-X.
- Wolf Kampmann (Hrsg.), unter Mitarbeit von Ekkehard Jost: Reclams Jazzlexikon. Reclam, Stuttgart 2003, ISBN 3-15-010528-5.